# ۱۴۹۲: فتح بهشت (آلبوم)
۱۴۹۲: فتح بهشت نام یک آلبوم موسیقی متن فیلم اثر آهنگ‌ساز الکترونیک و هنرمند یونانی، ونجلیس، و محصول سال ۱۹۹۲ است. فیلم ۱۴۹۲: فتح بهشت که شرحی از سفر به آمریکا در سال ۱۴۹۲ میلادی به وسیلهٔ کریستف کلمب است، به وسیلهٔ ریدلی اسکات کارگردانی شد؛ کسی که ونجلیس، پیش‌تر، برای فیلم بلید رانر او موسیقی ساخته بود. آلبوم و تک‌آهنگ «فتح بهشت» در سال ۱۹۹۵ به دلایل گوناگون مجدداً احیا شدند و بسیاری از رکوردهای فروش را شکستند.

## فهرست آهنگ‌ها
1. ‎ Opening – ۱:۲۰‎
2. ‎ Conquest of Paradise – ۴:۴۷‎
3. ‎ Monastery of La Rabida – ۳:۳۷‎
4. ‎ City of Isabel – ۲:۱۶‎
5. ‎ Light and Shadow – ۳:۴۶‎
6. ‎ Deliverance – ۳:۲۸‎
7. ‎ West Across the Ocean Sea – ۲:۵۲‎
8. ‎ Eternity – ۱:۵۹‎
9. ‎ Hispañola – ۴:۵۶‎
10. ‎ Moxica and the Horse – ۷:۰۶‎
11. ‎ Twenty Eighth Parallel – ۵:۱۴‎
12. ‎ Niña, Pinta, Santa Maria (into Eternity) – ۱۳:۲۰‎